# Encode! Classic Remixes, Vol. 3
Encode! Classic Remixes, Vol. 3 è il settimo album di raccolta del gruppo musicale statunitense Information Society, pubblicato il 28 gennaio 2015.

## Tracce
1. The Seeds Of Pain (Dave Aude Remix)
2. Running (Stripmall Architecture Vs. Black Light Odyssey Remix)
3. Get Back (Mister Jam Radio Remix)
4. Run Away 2008
5. Hack 1 (Slacker Mix)
6. What’s On Your Mind (Blue Zone Club Mix)
7. Land Of The Blind (Kain & Arvy Plastic Mix)
8. On The Outside 3.0 (Sao Paulo Remix)
9. I Like The Way You Werk It (8 Bit Weapon Remix)
10. Creatures Of Light And Darkness (Symbion Project Remix)
11. The Prize (Kain & Arvy Club Mix)